# Курортное (Правдинский район)
Курортное — посёлок в Правдинском районе Калининградской области. Входит в состав Правдинского городского поселения.

## Достопримечательности
В северной части посёлка расположены руины тевтонского замка Гросс-Вонсдорф. Такое же название имел и посёлок до его вхождения в состав СССР.

## Население
| 2002 | 2010 |
| ---- | ---- |
| 371  | ↘272 |